# U17-världsmästerskapet i basket för herrar
U17-världsmästerskapet i basket för herrar hade premiär 2010. Turneringen spelas vartannat år. 

## Resultat
| År   | Värdnation            | Final   | Final    | Final          | Match om tredjepris | Match om tredjepris | Match om tredjepris |
| År   | Värdnation            | Vinnare | Resultat | Tvåa           | Trea                | Resultat            | Fyra                |
| ---- | --------------------- | ------- | -------- | -------------- | ------------------- | ------------------- | ------------------- |
| 2010 | Tyskland              | USA U17 | 111–800  | Polen U17      | Kanada U17          | 83–81               | Litauen U17         |
| 2012 | Litauen               | USA U17 | 95–62    | Australien U17 | Kroatien U17        | 93–61               | Spanien U17         |
| 2014 | Förenade arabemiraten | USA U17 | 99–92    | Australien U17 | Serbien U17         | 62–59               | Spanien U17         |
| 2016 | Spanien               | USA U17 | 96–56    | Turkiet U17    | Litauen U17         | 81–63               | Spanien U17         |
| 2018 | Argentina             | USA U17 | 95–52    | Frankrike U17  | Puerto Rico U17     | 90–77               | Kanada U17          |
| 2020 | Bulgarien             |         | –        |                |                     | –                   |                     |

### Fotnoter
1. ↑  ”news – Press Release no. 39: FIBA introduces FIBA U17 World Championship”. Arkiverad från originalet den 5 september 2008. https://www.webcitation.org/5abg469H1?url=http://www.noticias.info/Archivo/2005/200511/20051128/20051128_122596.shtm. Läst 5 september 2008.